# Sant Pere Pescador

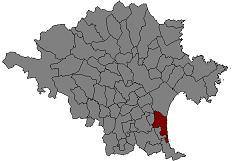
Położenie gminy na mapie comarki Alt Empordà.

Sant Pere Pescador (hiszp. San Pedro Pescador) – gmina w Hiszpanii,  w Katalonii, w prowincji Girona, w comarce Alt Empordà.
Powierzchnia gminy wynosi 18,47 km². Zgodnie z danymi INE, w 2005 roku liczba ludności wynosiła 1775, a gęstość zaludnienia 96,10 osób/km². Wysokość bezwzględna gminy równa jest 5 metrów. Współrzędne geograficzne gminy to 42°11'23"N, 3°4'59"E.

## Miejscowości
W skład gminy Sant Pere Pescador wchodzą trzy miejscowości, w tym miejscowość gminna o tej samej nazwie:
- Sant Pere Pescador – liczba ludności: 1570
- Urbanització Bon Relax – 147
- Urbanització Mas Sopes – 58

| 1991 | 1996 | 2001 | 2004 | 2005 |
| ---- | ---- | ---- | ---- | ---- |
| 1199 | 1330 | 1425 | 1618 | 1775 |